# Seńko Kalenikowicz Myszkowicz
Seńko Kalenikowicz Myszkowicz – podkanclerzy Świdrygiełły w latach 1446–1452, podskarbi ziemski litewski Świdrygiełły w 1446 roku.